# Swepstone
Swepstone är en by i civil parish Swepstone and Newton Burgoland, i distriktet North West Leicestershire, i grevskapet Leicestershire, i England. Byn är belägen 6 km från Ashby-de-la-Zouch. Byn nämndes i Domedagsboken (Domesday Book) år 1086, och kallades då Scopestone.